# Белорусская социал-демократическая партия (Грамада)
Белорусская социал-демократическая партия (Грамада́), БСДП (Грамада́) (бел. Беларуская сацыял-дэмакратычная партыя (Грамада́)) — белорусская политическая партия. Первоначально партия была создана 2 марта 1991 г. как Белорусская социал-демократическая Грамада (сокращённо БСДГ) и под таким названием просуществовала до 29 июня 1996 г., когда объединилась с Партией Народного Согласия (ПНС), в результате чего получила новое название Белорусская социал-демократическая партия (Народная Грамада), под которым просуществовала до 24 июня 2005 года. БСДП продолжает традиции Белорусской социалистической грамады (1902—1918 гг.) и Белорусской социал-демократической партии (1918—1924 гг.).
БСДП принадлежит к сообществу партий, объединившихся в Социалистический интернационал и Прогрессивный альянс.
БСДП находится в оппозиции к режиму Александра Лукашенко. Действующим лидером партии с 2018 года является Игорь Борисов.
11 сентября 2023 года Верховный суд Белоруссии ликвидировал БДСП.

## История
2 марта 1991 года была создана Белорусская социал-демократическая Грамада. Председателем партии выбран Михаил Ткачёв (1942—1992). В руководство БСДГ вошли Олег Трусов (после смерти М. Ткачёва он возглавил партию), Анатолий Гуринович, Николай Статкевич, Виталий Малашко.
В 1995 году при участии Партии Народного Согласия был создан Социал-демократический Союз (СДС). К объединительному процессу подключилась группа беспартийных деятелей, в частности Председатель Верховного Совета Белоруссии XII созыва Мечислав Гриб.
29 июня 1996 году прошли внеочередные съезды БСДГ и ПНС, которые приняли решение о слиянии в одну Белорусскую социал-демократическую партию (Народную Грамаду). В тот же день прошёл учредительный съезд БСДП.
В БСДП не вошли пропрезидентски настроенные члены ПНС, а также сторонники либерализма, в том числе О. Трусов, Г. Карпенко, В. Гончар. В самой же БСДП (НГ) не останавливались споры и внутрипартийная борьба. В 2001 году по этим причинам, а также из-за стиля правления Н. Статкевича, партию оставила почти половина её членов, в том числе М. Гриб, А. Король, Л. Лойка, А. Сидоревич, М. Чернявский.
Летом 2004 года начался второй кризис в партии, который завершился в декабре. На парламентских выборах в Белоруссии 13-17 октября 2004 года, партия не получила мест в парламенте. В январе 2005 года прошёл IX съезд БСДП. Её председателем был выбранный Анатолий Левкович. Начался процесс возвращения в партию её прежних членов. 24 июня 2005 года БСДП была перерегистрирована как Белорусская социал-демократическая партия (Грамада). 24 июля 2005 на X внеочередном съезде её новым лидером выбран Александр Козулин, бывший ректор Белорусского государственного университета и министр.
На прошедшем 3 августа 2008 года внеочередном съезде БСДП по требованию делегатов съезда были проведены выборы руководства партии. По их результатам Анатолий Левкович, исполнявший обязанности председателя партии в связи с тем что Александр Козулин в это время отбывал срок в колонии, был избран председателем. Первым заместителем председателя партии стал Игорь Масловский.
10 октября 2010 года председателем партии избран Анатолий Сидаревич, но съезд не признало Министерство юстиции и несколько членов организации. Эти события вынесли внутрипартийный конфликт на публику. 5 июня 2011 года новым руководителем партии на повторном XIII съезде была избрана Ирина Вештард, за которую проголосовало 77 делегатов из 85.
23 августа 2011 года Минюст РБ отказался признавать легитимным июньский съезд БСДП. Единственная организация, которая выступила в поддержку партии, стал Российский социал-демократический союз молодёжи. РСДСМ заявил о том, что считает решение Минюста «политически мотивированным».
В сентябре 2011 года Анатолий Левкович, который по-прежнему считает себя руководителем партии, вместе с шестью однопартийцами согласился начать переговоры с властями без освобождения и реабилитации политзаключённых. Ирина Вештард, избранная руководителем большинством членов партии, сообщила, что Левкович не обсуждал своё заявление в партии.
В конце 2012 года заместитель председателя Белорусской социал-демократической партии (Грамады) Игорь Борисов пожаловался на своих идейных оппонентов и чиновника мэрии Могилёва в КГБ, прокуратуру, горисполком и Администрацию президента Белоруссии.

«По словам Игоря Борисова, чиновник, ответственный за идеологию в городе, проявил свою некомпетентность, позволив проведение акции пророссийских правых радикалов, которые пропагандируют шовинистическую идею панславизма-монархизма».

«Через жалобы я хочу получить ответ по поводу того, на каком основании было разрешено проведение антиконституционного мероприятия пророссийских правых радикалов, которые не признают независимость Белоруссии и мечтают об объединении России, Белоруссии и Украины в одно государство. Я хочу, чтобы тот, кто позволил это мероприятие, был наказан», — заявил Борисов, пишет издание.
17 января 2014 года могилёвская прокуратура наказала руководителей акционерного общества «Могилёвавтотранс» за нарушение закона «Об обращениях граждан». Поводом для прокурорского реагирования стала жалоба члена Белорусской социал-демократической партии (Грамады) Игоря Борисова. Он обратился в прокуратуру после того, как на его обращение, написанное по-белорусски, в автопарке ответили по-русски.
16 апреля 2014 года в Вильнюсе состоялась встреча американских сенаторов во главе с Маккейном и представителей белорусской оппозиции. На встрече присутствовала и Ирина Вештард.
По официальным итогам Выборы в местные Советы депутатов Республики Беларусь (2014) ни один кандидат от партии не стал депутатом.
По данным ЦИК Белоруссии на президентских выборах 11 октября 2015 года за члена БСДП Татьяну Короткевич проголосовали 4,4 % от общего числа людей, принявших участие в выборах. Таким образом, Татьяна Короткевич заняла второе место после действующего президента Александра Лукашенко.
В июне 2020 года БСДП пригласила своих сторонников стать независимыми наблюдателями для регистрации нарушений и фальсификации избирательного законодательства.

## Руководство
С 5 июня 2011 года по 11 марта 2018 года председателем партии являлась Ирина Вешторд.
Первый заместитель председателя БСДП — Алексей Сигаев.
11 марта 2018 года состоялся XVIII съезд партии. Председателем партии избран Борисов Игорь Петрович.

### Председатель партии
| № | Портрет | Председатель       | Полномочия      | Полномочия      |
| № | Портрет | Председатель       | Начало          | Окончание       |
| - | ------- | ------------------ | --------------- | --------------- |
| 1 |         | Михаил Ткачёв      | 2 марта 1991    | 31 октября 1992 |
| 2 |         | Олег Трусов        | 1992            | 1995            |
| 3 |         | Николай Статкевич  | 1995            | 19 февраля 2005 |
| 4 |         | Анатолий Левкович  | 19 февраля 2005 | 25 июня 2006    |
| 5 |         | Александр Козулин  | 25 июня 2006    | 3 августа 2008  |
| 6 |         | Анатолий Левкович  | 3 августа 2008  | 10 апреля 2010  |
| 7 |         | Анатолий Сидаревич | 10 апреля 2010  | 5 июня 2011     |
| 8 |         | Ирина Вешторд      | 5 июня 2011     | 11 марта 2018   |
| 9 |         | Игорь Борисов      | 11 марта 2018   | настоящее время |

## Языковая политика партии
Партия БСДП выступает за то, чтобы воспитание и обучение в дошкольных учреждениях и школах всех типов и уровней проводилось на белорусском языке. Национальные меньшинства в местах компактного проживания могут иметь право на культурную автономию и национальные школы.
Президиум БСДП полагает, что каждая новая построенная школа в Беларуси должна стать белорусскоязычной. В Беларуси должен появится национальный университет с преподаванием предметов на белорусском языке. Для работы на любой государственной должности, а также для работы в школе и университете одним из обязательных требований должно стать свободное и грамотное владение белорусским языком.